# Sistema parapolítico
Término usado por David Easton para definir una serie de interacciones entre miembros de sistemas émpiricos sociales en la que se realiza una "asignación autoritaria de valor". No son considerados sistemas políticos debido a que no pretenden que su asignación autoritaria de valor tenga efecto para el conjunto de la sociedad, sino que buscan influir sobre un subsistema de la misma